# تزارة (زاز الغربي)
تزارة (بالفارسية: تزره) هي قرية تقع في إيران في قسم زاز الغربي الریفي. يقدر عدد سكانها بـ 59 نسمة بحسب إحصاء 2016.